# Левитский, Владимир Юриевич
Владимир Юриевич Левитский (род. 9 января 1959, Верхний Згид, Северо-Осетинская АССР) — генерал-майор ФСБ (2010), кандидат исторических наук (2007), доцент. Директор МБОУ ООШ № 21 им. В.Е. Омелькова (с 2023). Депутат Курганской областной Думы (2017—2020). Ректор федерального государственного бюджетного образовательного учреждения высшего образования «Курганская государственная сельскохозяйственная академия имени Т. С. Мальцева» (2016—2019), начальник Курганского пограничного института ФСБ России (2009—2016). Член Курганского регионального координационного Совета сторонников Партии «Единая Россия».

## Биография
Владимир Юриевич Левитский родился 9 января 1959 года в селе Верхний Згид Алагирского района Северо-Осетинской АССР, ныне посёлок входит в состав Мизурского сельского поселения Алагирского района Республики Северная Осетия — Алания. Его родители трудились на рудниках Алагирского горного куста.
Владимир Юриевич Левитский имеет два высших образования: в 1981 году окончил Северо-Кавказский горно-металлургический институт (специальность «Электроснабжение промышленных предприятий, городов и сельского хозяйства»), в 1995 году окончил Северо-Осетинский государственный университет имени К. Л. Хетагурова (специальность «Правоведение»).
В ноябре — декабре 1981 года работал инженером-исследователем Северо-Кавказского горно-металлургического института, после этого с декабря 1981 по май 1982 года был инструктором отдела пропаганды Промышленного райкома ВЛКСМ города Орджоникидзе, с мая 1982 по февраль 1984 года — заведующим отделом спортивной и оборонно-массовой работы горкома ВЛКСМ в городе Орджоникидзе.
В 1984—2016 годах Владимир Левитский служил в Комитете государственной безопасности СССР (начинал с младшего оперуполномоченного в Северо-Осетинской АССР), в Федеральной службе безопасности Российской Федерации (вырос до должности первого заместителя начальника управления ФСБ). После этого служил в Москве, в Академии Федеральной службы безопасности России, был начальником контрразведывательного факультета и руководил институтом подготовки оперативного состава.
В начале 2000-х годов служил в департаменте по борьбе с терроризмом ФСБ России, неоднократно участвовал в специальных мероприятиях в регионах со сложной оперативной обстановкой. Ветеран боевых действий, награждён именным огнестрельным оружием.
С июня 2009 по февраль 2016 года — начальник Курганского пограничного института ФСБ России. В декабре 2010 года присвоено звание генерал-майор. 24 октября 2013 года институт награждён медалью преподобного Далмата Исетского I степени.
В феврале 2016 года — первый проректор, с февраля 2016 года по 16 мая 2019 года — ректор федерального государственного бюджетного образовательного учреждения высшего образования «Курганская государственная сельскохозяйственная академия имени Т. С. Мальцева». 24 июня 2016 года врио ректора Курганской ГСХА Левитский Владимир Юриевич избран ректором (набрал 85 голосов (85 %)). Приказом Минсельхоза РФ № 136 от 8 августа 2016 года утвержден в должности ректора.
Левитский Владимир Юриевич — председатель Совета ректоров высших учебных заведений Курганской области, член Общественной палаты города Кургана VI состава.
В 2007 году защитил кандидатскую диссертацию на тему «Кавказ в творческом наследии М. М. Ковалевского: историко-правовые взгляды». В 2014 году была опубликована его монография «Вклад М. М. Ковалевского в отечественные историко-правовые исследования проблем Кавказа второй половины XIX века».
10 сентября 2017 года избран депутатом Курганской областной Думы по Щучанскому избирательному округу № 10 (Альменевский, Сафакулевский, Щучанский районы), срок полномочий Курганской областной думы VI созыва закончился 25 сентября 2020 года. 12 июля 2017 года был единогласно выдвинут партией «Единая Россия» и набрал более 45 % голосов избирателей. Член фракции политической партии «ЕДИНАЯ РОССИЯ». Член регионального координационного Совета сторонников Партии «Единая Россия».
16 мая 2019 года ушел в отставку по собственному желанию с поста ректора ФГБОУ ВО «Курганская государственная сельскохозяйственная академия имени Т. С. Мальцева».
В 2020 году планировал уехать из Курганской области.
С 1 июня 2023 года работает директором Муниципального бюджетного общеобразовательного учреждения основная общеобразовательная школа № 21 муниципального образования город-курорт Анапа имени Героя Российской Федерации Виктора Емельяновича Омелькова.

## Награды
- Орден Дружбы, 2008 год
- Медаль ордена «За заслуги перед Отечеством» II степени, 2013 год
- Юбилейная медаль «70 лет Вооружённых Сил СССР»
- Медаль «200 лет Министерству обороны»
- Медаль «За безупречную службу» I, II и III степени
- Медаль «Во славу Осетии», 2006 год
- Почётный гражданин города Кургана, 24 июня 2015 года[13][14]
- Почётная грамота Губернатора Курганской области, 2016 год
- Именное огнестрельное оружие

## Семья
- Первая жена (в разводе с 2019 года) —  Левитская, Алина Афакоевна (род. 4 августа 1954, Орджоникидзе, ныне Владикавказ), кандидат филологических наук (1983), ректор Северо-Кавказского федерального университета с 15 мая 2012 года.
  - Сын и две дочери[15].
- Вторая жена (с 22 апреля 2020 года) —  Левитская  Мария Валентиновна.
  - Два сына